# Bassény Touré
Bassény Touré est un basketteur malien né le 20 novembre 1962 à Bamako (Mali) et mort le 19 mars 2009.
Bassény Touré a débuté au Club Olympique de Bamako (COB) en 1985. En 1987, il rejoint l’équipe nationale du Mali lors du 14e Championnat d'Afrique de basket-ball masculin à Tunis. Il a arrêté sa carrière en 1990.